# Região Geográfica Imediata de Pirapora
A Região Geográfica Imediata de Pirapora é uma das 70 regiões imediatas do estado brasileiro de Minas Gerais, uma das sete regiões imediatas que compõem a Região Geográfica Intermediária de Montes Claros. Criada em 2017 pelo Instituto Brasileiro de Geografia e Estatística (IBGE), é composta por sete municípios, sendo o município de Pirapora o mais populoso com uma população estimada de 56 845 habitantes.

## Municípios
| Município         | População (est. 2021) | Área          | Fonte |
| ----------------- | --------------------- | ------------- | ----- |
| Buritizeiro       | 28 184                | 7 218,401 km² | [ 3 ] |
| Ibiaí             | 8 478                 | 874,760 km²   | [ 4 ] |
| Lassance          | 6 494                 | 3 204,217 km² | [ 5 ] |
| Pirapora          | 56 845                | 549,514 km²   | [ 2 ] |
| Ponto Chique      | 4 305                 | 602,799 km²   | [ 6 ] |
| Santa Fé de Minas | 3 806                 | 2 917,448 km² | [ 7 ] |
| Várzea da Palma   | 40 101                | 2 220,279 km² | [ 8 ] |